# Edith New
Edith Bessie New (Swindon, 17 de marzo de 1877 –  Liskeard, 2 de enero de 1951) fue una maestra, activista política y una suffragette inglesa. Miembro de la Unión Social y Política de las Mujeres (Women's Social and Political Union, WSPU) liderada por Emmeline Pankhurst, fue una de las pioneras en utilizar acciones vandálicas y encadenarse voluntariamente como tácticas para reclamar el voto para las mujeres. En enero de 1908 junto a Olivia Smith se encadenaron a la verja  del número 10 de Downing Street, la residencia oficial del primer ministro gritando “Votes for Women!” y en junio de 1908 durante una protesta, New y Mary Leigh rompieron dos ventanas de la residencia del primer ministro por lo que fueron arrestadas y sentenciadas a dos meses de cárcel en la Prisión Holloway. Edith New fue una de las protagonistas de una histórica huelga de hambre siendo sometida a alimentación forzada.  

## Biografía

### Primeros años
Nació el 17 de marzo del 1877 en Swindon, una ciudad del suroeste de Inglaterra, en el número 24 de North Street, en el seno de una familia trabajadora. Era la cuarta de los cinco hijos de Frederick James New, un empleado del ferrocarril que murió en accidente laboral cuando Edith apenas tenía un año e Isabella Frampton (1850-1922) profesora de música. Con 14 años, empezó a trabajar como maestra infantil en el Queenstown Infant’s School en Swindon para ayudar económicamente a la familia, hasta que se mudó a Londres donde enseñó en el East End.

### Movimiento sufragista
Durante este tiempo, el movimiento sufragista en Gran Bretaña estaba haciendo algunos avances, pero solo a nivel local. En 1897, se formó la Unión Nacional de Sociedades de Sufragio Femenino (en inglés, National Union of Women's Suffrage Societies, NUWSS) unión de organizaciones para avanzar por los derechos de voto de las mujeres en todo el país. Sus esfuerzos tuvieron repercusión social, pero no produjeron ningún cambio en la ley. Frustrado, en los primeros años, el movimiento se fue formando con el grito "Hechos, no palabras" (en inglés, “Deeds, Not words”). 
En 1903 tras escuchar en Londres a Emmeline Pankhurst Edith dejó su trabajo de maestra y se unió a la Unión Social y Política de las Mujeres (WSPU)  que inicialmente se limitaba en sus actividades a realizar reuniones y a presionar a los parlamentarios para que dieran el derecho al voto a las mujeres, pero cuando se dieron cuenta de que no tenían intención de cambiar la ley, modificaron su estrategia.
Desde 1906 hasta el inicio de la Primera Guerra Mundial, Edith y miembros de la WSPU diseñaron actos de vandalismo para llamar la atención. En 1908 fue empleada como organizadora de personal de la WSPU.
En enero de 1908  New y su compañera Olivia Smith se encadenaron a la verja  del número 10 de Downing Street, la residencia oficial del primer ministro gritando “Votes for Women!” creando una distracción para que sus compañeras Flora Drummond y Mary Macarthur pudieran escapar antes de ser arrestadas. Más tarde, en junio de 1908 durante una protesta, New y otra suffagette, Mary Leigh rompieron dos ventanas del 10 de Downing Street y fueron arrestadas y sentenciadas a dos meses de cárcel en la Prisión Holloway.
Era la primera vez que se utilizaban tácticas de vandalismo por parte del movimiento sufragista y aunque había algunas mujeres que no lo apoyaban, la líder sufragista Emmeline Pankhurst de la Unión Social y Política de las Mujeres fue a visitarlas a la cárcel dando así su aprobación a la estrategia utilizada.
El periódico "Daily Mail" empezó a referirse a estas activistas como "suffragettes" en oposición a las sufragistas menos combativas del NUWSS.

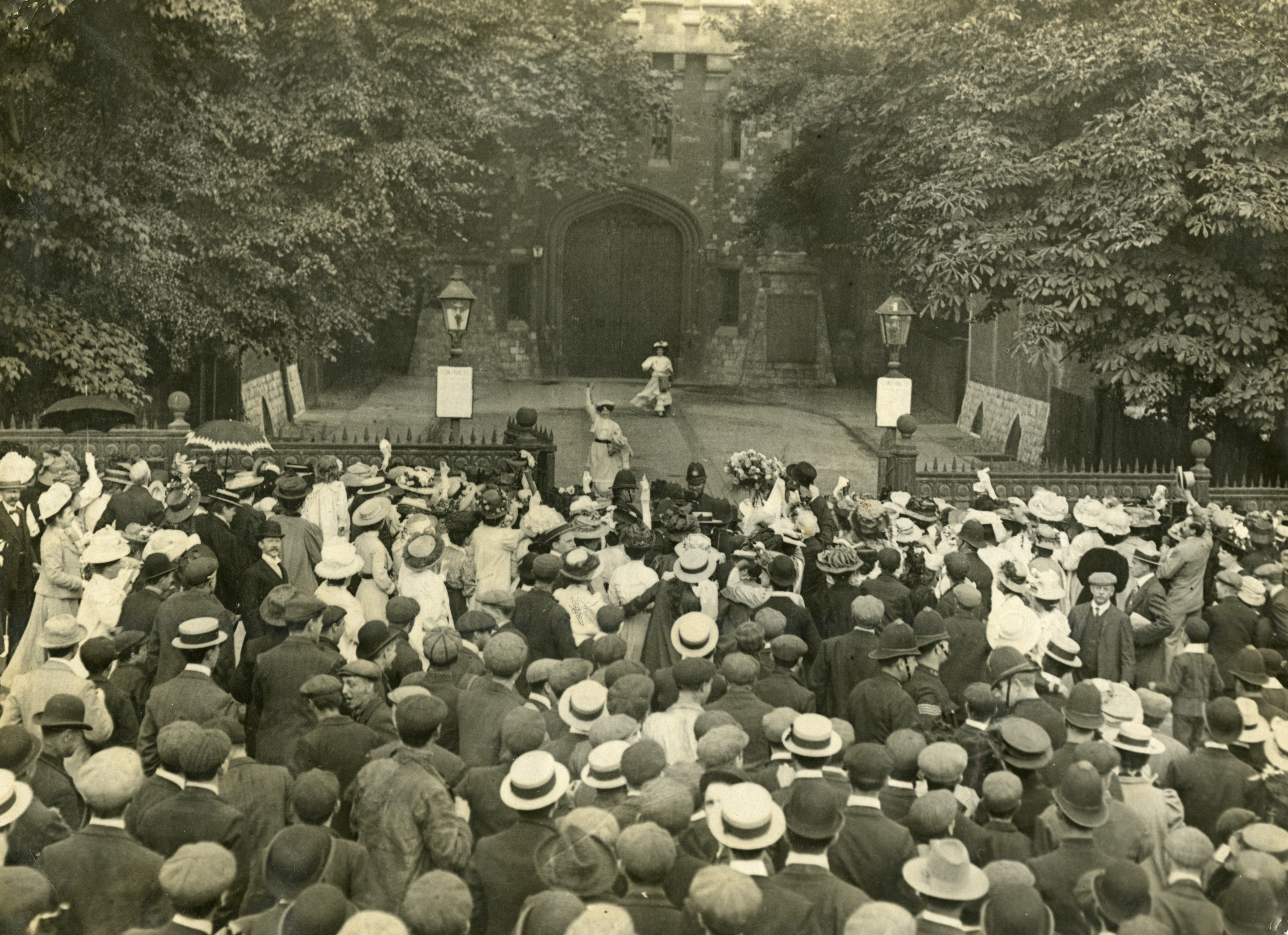
Comunicado de Mary Leigh y de Edith New desde Holloway (1908)

En sus primeras acciones fueron condenadas a dos semanas de cárcel pero pronto aumentaron las penas a meses. Acusadas de vandalismo menor fueron tratadas con falta de respeto y abuso en la cárcel. la WSOPU exigió que fueran clasificadas como prisioneras políticas pero los tribunales lo rechazaron, por ello las sometieron a la alimentación forzada  

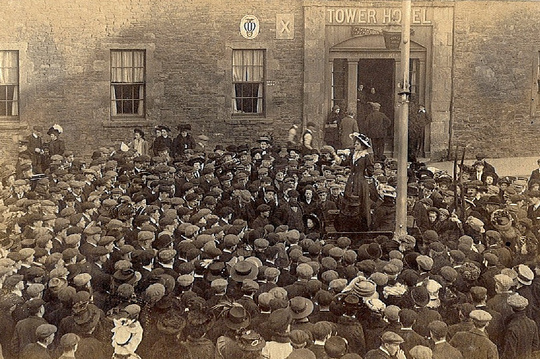
Edith New, sufragista de Swindon, en Hawick (1909)

con métodos brutales que desgarraron la garganta de alguna sufragista como en el caso de Elsie Howey.
Entre 1905 y 1914 fueron encarceladas más de mil mujeres por la defensa del voto de las mujeres.
Numerosos actos vandálicos se llevaron a cabo por otras sufragistas durante este periodo. Cuando fueron liberadas de prisión en agosto de 1908, se celebró un desfile en su honor por una delegación de sufragistas en la que participó Christabel Pankhurst. 
La Unión Nacional de Sociedades de Sufragio Femenino galardonó a Edith New con una medalla en reconocimiento a su contribución al movimiento del sufragio.
Tras su salida de la cárcel y en el año posterior (1909) Edith New, organizó actos para la campaña de la Unión Social y Política de las Mujeres en numerosas ciudades como Newcastle, Leicester o Dundee. En el año 1909, Edith New fue retratada y fotografiada por Peter Nairn en dirección a Hawick a las fueras del “Tower Hotel”. Con el inicio de la Primera Guerra Mundial, el movimiento puso un alto a la combatividad y centró su atención en el esfuerzo de guerra.
En 1913 el Parlamento aprobó la ley de "Baja temporal de presos por mala salud" conocida popularmente como la ley del "gato y el ratón". Según la ley las mujeres prisión debilitadas por el hambre y la alimentación forzada eran temporalmente puestas en libertad para recuperarse y luego volvieron a ser detenidas para cumplir condena.

### Últimos años y fallecimiento
Edith New dejó el movimiento antes de que el Gobierno británico concediera en 1928 a todas las mujeres mayores de 21 años el derecho al voto y volvió a la docencia. Pero siguió haciendo campaña por los derechos de las mujeres y la igualdad salarial.  
En 1911 dejó su trabajo como organizadora del WSPU y volvió a enseñar en Lewisham. Más tarde se retiró a Polperro, donde se jubiló, en la costa de Cornualles.
Falleció a los setenta y tres años, el 2 de enero de 1951.

## Reconocimiento y legado
En el año 2011, en su ciudad natal (Swindon) una calle fue renombrada con su nombre; además una placa azul en North Street, marca su lugar de nacimiento.

## Filmografía

### Sufragistas
En el año 2015, la película británica Suffragette estrenada en español con el título de Sufragistas dirigida por Sarah Gavron recogía las experiencias de Edith New y sus compañeras. El filme está protagonizado por Carey Mulligan y cuenta con la aparición de Meryl Streep en el papel de Emmeline Pankhurst. Narra la situación de principios del siglo XX en Gran Bretaña. Como telón de fondo, se muestra el activismo del movimiento sufragista, por entonces generalmente ignorado por la prensa y desestimado por los políticos. Para conseguir el derecho al voto, las sufragistas rebasaron la protesta pacífica y adoptaron tácticas militantes que crecieron notablemente gracias a la protagonista, tales como romper ventanas o destrozar buzones de correos, entre otras formas de protesta.
Según recoge el periódico de una entrevista a la directora en “El Español”:

“Explica Gavron que para el filme realizaron una amplia labor de documentación. “Fuimos a los archivos del Museo de Londres, a la Women's Library, hablamos con catedráticos… Todo lo que sucede en el filme está basado en hecho reales, por ejemplo, la rotura de cristales de ventanas, las manifestaciones, la bomba en casa de Lloyd George, la redada a la salida de la casa de la Sra. Pankhurst… Y todos los personajes están inspirados en alguien.”
Miguel Ayanz

El personaje interpretado por la actriz británica Helena Bonham Carter, está basado y es un retrato de la vida de Edith New. Otros personajes reales de mujeres sufragistas son: Emily Wilding Davison (1872-1913) o el de la propia fundadora del movimiento Emmeline Pankhurst.